# Cantó de Forncauquièr
El cantó de Forcauquier és un cantó francès del departament dels Alps de l'Alta Provença, situat al districte de Forcauquier. Té 10 municipis i el cap és Forcauquier.

## Municipis
- Daufin
- Forcauquier
- Limans
- Mana
- Nuasèlas
- Peirarua
- Sant Maime
- Sant Miquèu de l'Observatòri
- Sigonça
- Vilanòva

## Història
| Data d'elecció                           | Identitat       | Partit                    | Qualitat |
| ---------------------------------------- | --------------- | ------------------------- | -------- |
| 1955-1983                                | Claude Delorme  | SFIO, després PS          |          |
| 1983-1998                                | Pierre Delmar   | RPR                       |          |
| 1998-                                    | Jacques Echalon | Divers gauche, després PS |          |
| les dades anteriors no són pas conegudes |                 |                           |          |
|                                          |                 |                           |          |

| 1962  | 1968  | 1975  | 1982  | 1990   | 1999   | 2006   |
| ----- | ----- | ----- | ----- | ------ | ------ | ------ |
| 5.474 | 6.590 | 7.179 | 8.806 | 10.744 | 12.007 | 12.746 |